# Rondefontaine
Rondefontaine ist eine französische Gemeinde mit 38 Einwohnern (Stand: 1. Januar 2022) im Département Doubs in der Region Bourgogne-Franche-Comté.

## Geographie
Rondefontaine liegt auf 1028 m über dem Meeresspiegel, etwa 23 Kilometer südwestlich der Stadt Pontarlier (Luftlinie). Das Bauerndorf erstreckt sich im Jura, in einer Längsmulde südlich der Kette der Haute Joux und nördlich des Val de Mouthe.
Die Fläche des 2,72 km² großen Gemeindegebiets umfasst einen Abschnitt des französischen Juras. Der zentrale Teil des Gebietes wird von der schmalen Längssenke eingenommen, deren tiefster Punkt sich in der vermoorten Senke Les Biez südlich des Dorfes befindet. Das Gebiet zeigt jedoch keine oberirdischen Fließgewässer, weil das Niederschlagswasser im verkarsteten Untergrund versickert. Im Südosten reicht der Gemeindeboden auf die bewaldeten Höhen des Bois de la Pila (1078 m), der die Mulde von Rondefontaine vom Val de Mouthe trennt. Nach Norden erstreckt sich das Gemeindeareal bis auf den dicht bewaldeten breiten Kamm der Haute Joux. Auf dem nordöstlichen Ausläufer des Turchet wird mit 1186 m die höchste Erhebung von Rondefontaine erreicht. Das Gemeindegebiet ist Teil des Regionalen Naturparks Haut-Jura (frz.: Parc naturel régional du Haut-Jura).
Nachbargemeinden von Rondefontaine sind Mignovillard im Norden, Remoray-Boujeons und Sarrageois im Osten, Mouthe im Süden sowie Les Pontets im Westen.

## Geschichte
Der Ortsname leitet sich vom lateinischen Wort fons (Brunnen) und dem französischen Wort ronde (rund) ab. Im Mittelalter gehörte Rondefontaine zur Herrschaft Mouthe. Zusammen mit der Franche-Comté gelangte das Dorf mit dem Frieden von Nimwegen 1678 an Frankreich. Heute ist Rondefontaine Mitglied des Gemeindeverbandes Lacs et Montagnes du Haut-Doubs.

## Sehenswürdigkeiten
Einige charakteristische Bauernhäuser im traditionellen Stil des Hochjura aus dem 18. und 19. Jahrhundert sind erhalten.

## Bevölkerung
| Jahr                       | 1962 | 1968 | 1975 | 1982 | 1990 | 1999 | 2006 | 2016 |
| Einwohner                  | 23   | 21   | 16   | 21   | 24   | 23   | 27   | 32   |
| Quellen: Cassini und INSEE |      |      |      |      |      |      |      |      |

Mit 38 Einwohnern (1. Januar 2022) gehört Rondefontaine zu den kleinsten Gemeinden des Départements Doubs. Während des gesamten 20. Jahrhunderts bewegte sich die Einwohnerzahl meist im Bereich von 20 bis 30 Personen.

## Wirtschaft und Infrastruktur
Rondefontaine war bis weit ins 20. Jahrhundert hinein ein vorwiegend durch die Landwirtschaft, insbesondere Milchwirtschaft und Viehzucht, sowie durch die Forstwirtschaft geprägtes Dorf. Noch heute leben die Bewohner zur Hauptsache von der Tätigkeit im ersten Sektor. Außerhalb des primären Sektors gibt es keine Arbeitsplätze im Dorf. Einige Erwerbstätige sind auch Wegpendler, die in den umliegenden größeren Ortschaften ihrer Arbeit nachgehen.
Die Ortschaft liegt abseits der größeren Durchgangsstraßen an einer Departementsstraße, die von Chaux-Neuve nach Remoray-Boujeons führt. Weitere Straßenverbindungen bestehen mit Mouthe und Mignovillard.